# 尾鷲南インターチェンジ

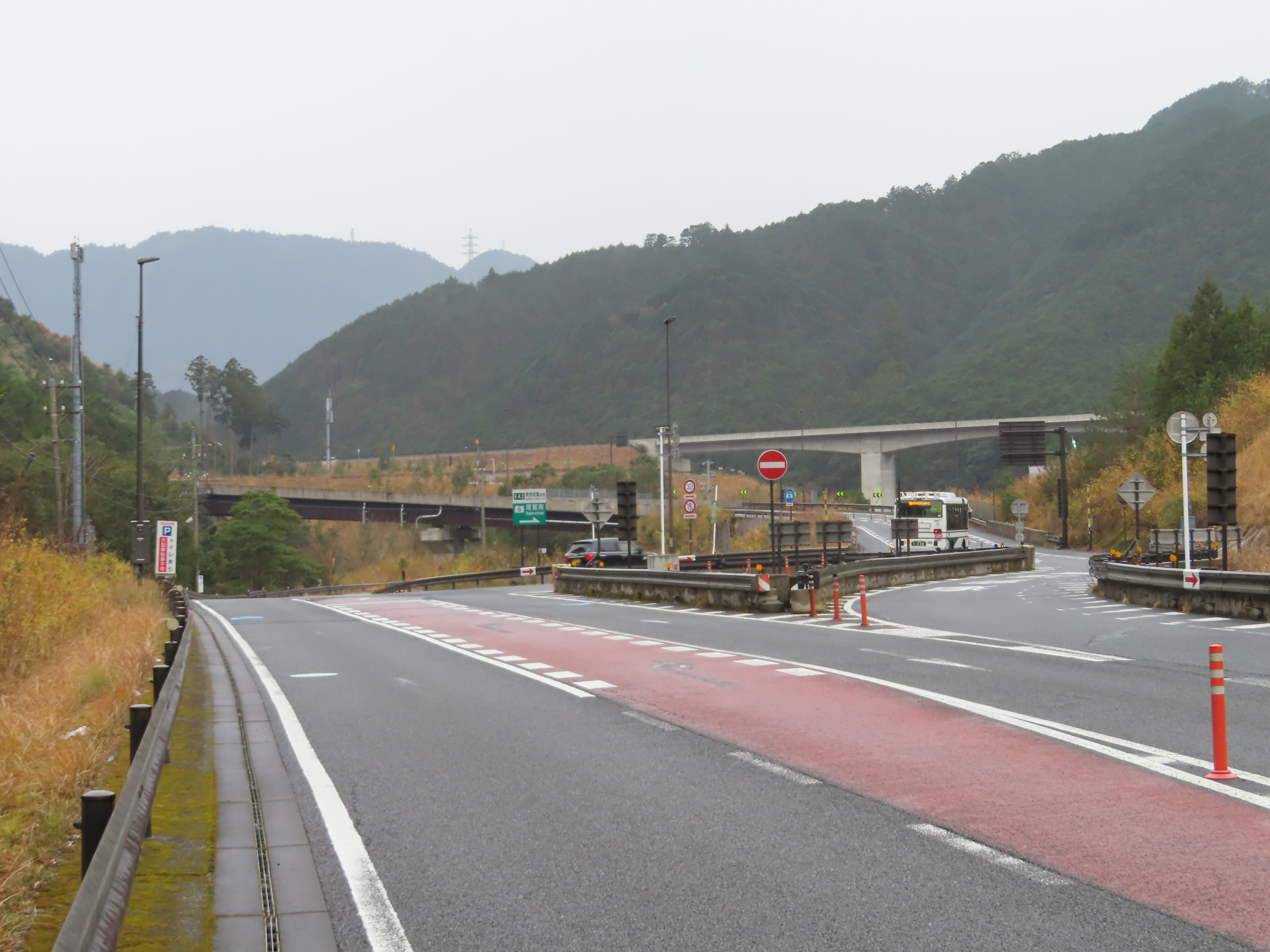
国道42号からの入口（2024年1月）

尾鷲南インターチェンジ（おわせみなみインターチェンジ）は、三重県尾鷲市の熊野尾鷲道路にあるインターチェンジである。新宮・那智勝浦方面のみ出入り可能なハーフインターチェンジである。近畿自動車道紀勢線に並行する国道42号の自動車専用道路として整備される。

## 歴史
- 2008年（平成20年）4月20日 : 当IC - 三木里IC間開通に伴い供用開始。
- 2020年（令和2年）11月17日 : 当IC 2020年11月の集中工事に伴い新出口の使用開始。
- 2021年（令和3年）8月29日 : 尾鷲北IC - 当IC間開通[1]。

## 周辺
山に囲まれた位置にあるが、近くに尾鷲市街地がある。
- 矢ノ川峠
- 国土交通省中部地方整備局紀勢国道事務所東紀州事務所
- 東邦石油 尾鷲工場
- 中村山公園（中村山城址）
- 尾鷲南パーキング - 2023年11月1日一部供用開始[2]、2024年5月18日全面完成[3]

## 接続する道路
- 国道42号

## 料金所
- 無料区間のためなし。

## 隣
E42 熊野尾鷲道路
(5) 尾鷲北IC - (6) 尾鷲南IC - (7) 三木里IC